# Geminal

A estrutura do 1,1-difluoretano; os dois átomos de flúor são geminais.

Em química, o termo geminal (do Latim gemini = gêmeos) refere-se à relação entre dois grupos funcionais que são ligados ao mesmo átomo.  O prefixo gem é aplicado ao nome químico para denotar esta relação, como em um gem-dibrometo.
O termo é frequentemente usado em espectroscopia RMN, como a relação entre átomos que é importante na determinação do tamanho de constantes de acoplamento.
O termo relacionado vicinal refere-se à relaçãoentre dois grupos funcionais que são ligados a átomos adjacentes.